# Paramuricea johnsoni
Paramuricea johnsoni är en korallart som först beskrevs av Studer 1878.  Paramuricea johnsoni ingår i släktet Paramuricea och familjen Plexauridae. Inga underarter finns listade i Catalogue of Life.